# Al-Shabab Al-Arabi Club Dubai
L'Al-Shabab Al-Arabi Club Dubai (àrab: نادي الشباب العربي الرياضي, Nādī ax-Xabāb al-ʿArabī ar-Riyāḍī, ‘Club Esportiu de la Joventut Àrab’) fou un club de futbol dels Emirats Àrabs Units de la ciutat de Dubai. Va ser fundat el 1958. El 2017 el club es fusionà amb Dubai CSC i Al Ahli Dubai, per formar el Shabab Al-Ahli Dubai FC.

## Palmarès
- Lliga dels Emirats Àrabs Units de futbol:[3]
  - 1989–90, 1994–95, 2007–08
- Copa del President dels Emirats Àrabs Units de futbol:[4]
  - 1980–81, 1989–90, 1993–94, 1996-97
- Copa de la Lliga dels Emirats Àrabs Units de futbol:[4]
  - 2010–11
- Segona Divisió dels Emirats Àrabs Units:
  - 1974–75
- Copa de Clubs Campions del Golf:
  - 1992, 2011, 2015

## Futbolistes destacats
- Ali Daei
- Mehrdad Minavand
- Mohamed Kallon